# Worthington, Massachusetts
Worthington är en kommun (town) i Hampshire County i Massachusetts. Vid 2010 års folkräkning hade Worthington 1 156 invånare.

## Kända personer från Worthington
- Aaron Clark, politiker
- Francis William Kellogg, politiker